# Alexandr Dúmchev
Alexandr Yúrievich Dúmchev –en ruso, Александр Юрьевич Думчев– (27 de octubre de 1961) es un deportista soviético que compitió en remo. Estuvo casado con la remera Antonina Zelikóvich.
Participó en los Juegos Olímpicos de Seúl 1988, obteniendo una medalla de plata en la prueba de ocho con timonel.

## Palmarés internacional
| Juegos Olímpicos | Juegos Olímpicos     | Juegos Olímpicos | Juegos Olímpicos |
| Año              | Lugar                | Medalla          | Prueba           |
| ---------------- | -------------------- | ---------------- | ---------------- |
| 1988             | Seúl (Corea del Sur) | Medalla de plata | Ocho con timonel |